# 鬚野鯪
鬚野鯪，為輻鰭魚綱鯉形目鯉科的其中一個種。分布於非洲剛果河中下游，背鰭軟條10至11枚；脊椎骨33個，具有2條很長的觸鬚，體長可達56.2公分，喜棲息在水流快速的河流。

## 扩展阅读
維基物種上的相關：鬚野鯪